# Mordellistena wittei
Mordellistena wittei is een keversoort uit de familie spartelkevers (Mordellidae). De wetenschappelijke naam van de soort is voor het eerst geldig gepubliceerd in 1950 door Píc. De soort komt uit Congo-Kinshasa.